# Every Picture Tells a Story
Every Picture Tells a Story -En español: Cada imagen cuenta una historia- es el tercer álbum de estudio del cantante británico de rock Rod Stewart, publicado en mayo de 1971 en el Reino Unido y en julio del mismo año en los Estados Unidos, ambos a través de Mercury Records. 
A diferencia del anterior de Stewart (Gasoline Alley, de 1970) el álbum posee elementos del hard rock, folk, blues y del roots rock que le dan un estilo diferente y mejorado a su carrera.
Al igual que sus dos producciones anteriores incluyó algunos covers de otros artistas como «That's All Right» del cantante de blues Arthur Crudup, «Tomorrow Is a Long Time» de Bob Dylan, «(I Know) I'm Losing You» de la banda The Temptations y «Reason to Believe» del músico de folk Tim Hardin, además del éxito Maggie May, canción icónica del músico.

## Comentarios de la crítica
Tras su publicación recibió muy buenas reseñas de la crítica especializada, que en general lo valora como uno de los mejores discos de su carrera. Stephen Thomas Erlewine, de AllMusic, le dio cinco estrellas de un total de cinco y comentó: «Rod Stewart perfeccionó su mezcla de rock duro, folk, y blues en sus obras maestras». De igual manera, Robert Christgau destacó las letras y su música, y consideró que «Maggie May» y «Mandolin Wind» fueron clásicos innegables. Aun así hubo reseñas no tan elogiosas como la John Mendelsohn, de la revista Rolling Stone, que dijo que la mitad era aburrida y que ello opacaba la magnificencia de la otra mitad. No obstante, en la guía The Rolling Stone Album Guide lo calificaron de cinco estrellas de cinco posibles.
Con el paso de los años ha sido incluido en varias listas y libros sobre los mejores álbumes; por ejemplo, Rolling Stone lo situó en el puesto 172 de  los 500 mejores álbumes de todos los tiempos. También está dentro del listado de las publicaciones, los 1001 álbumes que debes escuchar antes de morir de 2005 y en las 1000 grabaciones que debes escuchar antes de morir de 2008.

## Recepción comercial y promoción
Hasta ese entonces se convirtió en su álbum más exitoso y además fue el primero en llamar la atención de varias listas de países no anglosajones, donde en su gran mayoría se ubicó dentro de los top veinte. En el Reino Unido llegó hasta la primera ubicación de los UK Albums Chart —que lo convirtió en su primer trabajo en alcanzar dicho puesto— donde permaneció en total más de ochenta semanas consecutivas. En 2013, el organismo británico British Phonographic Industry (BPI) certificó una edición remasterizada de 1998 como disco de plata y en 2022 de oro, tras vender más de 100 000 copias. Con un éxito similar fue acogido en los Estados Unidos, ya que también obtuvo el primer lugar de los Billboard 200. De acuerdo con la revista Billboard, hasta la edición del 27 de mayo de 1972 se habían vendido 2 500 000 de copias en los Estados Unidos. No obstante, la Recording Industry Association of America (RIAA) solo ha certificado con disco de platino un millón de copias. Por su parte, la aquel entonces Recording Industry Association of New Zealand (RIANZ) le confirió un doble disco de oro: uno para las ventas en formato vinilo y otro para la edición casete.
Por su parte y para promocionarlo fueron lanzados cuatro canciones como sencillos, de los que destacaron; «(I Know) I'm Losing You» que alcanzó el puesto 34 en los Billboard Hot 100 y su primer éxito a nivel mundial «Maggie May», que llegó hasta el primer lugar en los UK Singles Chart y alcanzó mismo puesto en los Estados Unidos.

## Lista de canciones
| N.º | Título                                                        | Escritor(es)                                     | Duración |  |
| 1.  | «Every Picture Tells a Story»                                 | Stewart, Ronnie Wood                             | 6:01     |  |
| 2.  | «Seems Like a Long Time»                                      | Theodore Anderson                                | 4:02     |  |
| 3.  | «That's All Right» (cover de Arthur Cudrup)                   | Arthur Crudup                                    | 3:59     |  |
| 4.  | «Amazing Grace» (tema tradicional - arreglos por Rod Stewart) |                                                  | 2:03     |  |
| 5.  | «Tomorrow Is a Long Time» (cover de Bob Dylan)                | Bob Dylan                                        | 3:43     |  |
| 6.  | «Henry»                                                       | Martin Quittenton                                | 0:32     |  |
| 7.  | «Maggie May»                                                  | Stewart, Quinttenton                             | 5:16     |  |
| 8.  | «Mandolin Wind»                                               | Stewart                                          | 5:33     |  |
| 9.  | «(I Know) I'm Losing You»                                     | Norman Whitfield, Eddie Holland, Cornelius Grant | 5:23     |  |
| 10. | «Reason to Believe» (cover de Tim Hardin)                     | Tim Hardin                                       | 4:06     |  |

## Posicionamiento en listas musicales
| País           | Lista (1971-1972)    | Posición |
| -------------- | -------------------- | -------- |
| Alemania       | Media Control Charts | 23       |
| Australia      | Kent Music Report    | 1        |
| Canadá         | RPM Top 100 Albums   | 1        |
| España         | Top 100 Álbumes      | 4        |
| Estados Unidos | Billboard 100        | 1        |
| Italia         | Top 100 Artisti      | 20       |
| Japón          | Japan Albums Chart   | 84       |
| Noruega        | VG-lista             | 9        |
| Países Bajos   | Dutch Top 100 Albums | 2        |
| Reino Unido    | UK Albums Chart      | 1        |
| Suecia         | Sverigetopplistan    | 5        |

| País           | Lista (1971)      | Posición |
| -------------- | ----------------- | -------- |
| Australia      | Ken Music Report  | 17       |
| Estados Unidos | Billboard 200     | 34       |
| Italia         | Top 100 Artisti   | 75       |
| Países Bajos   | MegaCharts        | 5        |
| Reino Unido    | UK Albums Chart   | 2        |
| País           | Lista (1972)      | Posición |
| Australia      | Kent Music Report | 23       |
| Estados Unidos | Billboard 200     | 65       |
| Países Bajos   | MegaCharts        | 47       |

## Certificaciones discográficas
| País           | Organismo certificador | Certificación | Ventas certificadas | Ref.   |
| -------------- | ---------------------- | ------------- | ------------------- | ------ |
| Estados Unidos | RIAA                   | Platino       | 1 000               | [ 11 ] |
| Nueva Zelanda  | RIANZ                  | 2x Oro        | 15 000              | [ 12 ] |
| Reino Unido    | BPI                    | Oro           | 100 000             | [ 8 ]  |

## Músicos
- Rod Stewart: voz y guitarra acústica.
- Ronnie Wood: guitarra eléctrica, slide, pedal steel guitar, guitarra de doce cuerdas y bajo.
- Ian McLagan: piano y órgano en «(I Know) I'm Losing You»
- Micky Waller: batería
- Kenney Jones: batería en «(I Know) I'm Losing You»
- Ronnie Lane: bajo y coro en «(I Know) I'm Losing You»
- Martell Brandy: guitarra acústica
- Sam Mitchell: guitarra con resonador
- Martin Quittenton: guitarra clásica
- Pete Sears: piano y celesta
- Danny Thompson: bajo vertical
- Andy Pyle: bajo
- Dick Powell: violín
- Lindsay Raymond Jackson: mandolina
- Long John Baldry, Mateus Rose y Maggie Bell: coros adicionales.